# Трамваї Путіловського заводу
Трамваї Путіловського заводу — вагони серій Ф (Фонарний), МС (Моторний Стальний) і ПС (Прицепний Стальний), що вироблялися в 1928—1933 роках на заводі «Червоний Путиловець» в Ленінграді. До моменту перейменування підприємства на «Кіровський завод» у грудні 1934 року, база ленінградського трамваєбудування була передислокована на відкритий навесні того ж року ВАРЗ, який взяв на себе, окрім випуску вагонів нових моделей, ремонт і модернізацію раніше побудованого рухомого складу.

## Модельний ряд

### Ф
Двохосний моторний вагон. Були шість вікон простого прямокутного типу. Фари були відсутні, їх замінювала пара прожекторів, що підвішувалися знизу до даху обох майданчиків вагона.

### МС-1

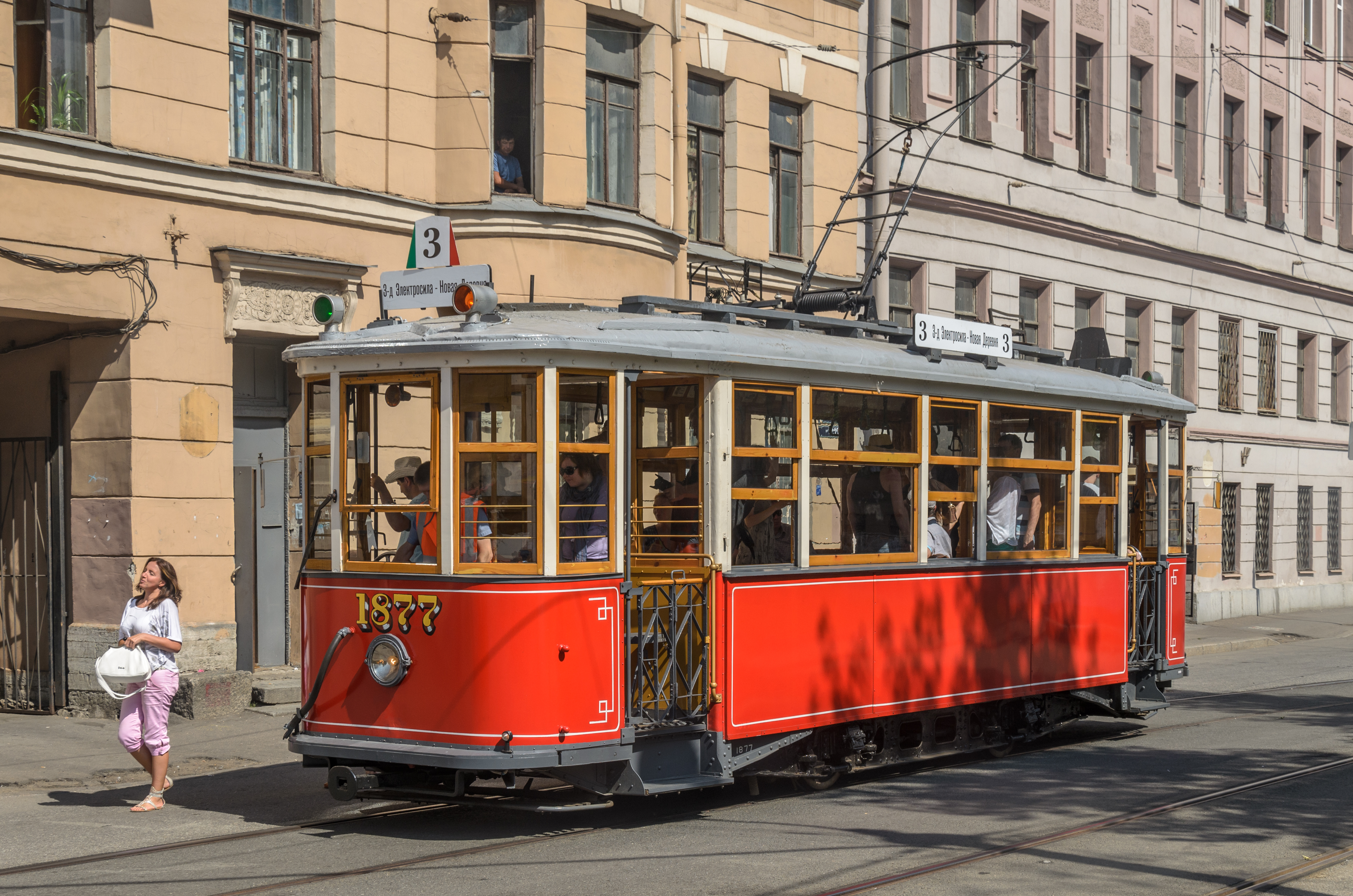
Трамвай МС-1 на площі Рєпіна в Санкт-Петербурзі

У 1927 році «Червоний Путиловець» розпочав випуск двосторонніх моторних вагонів, що одержали позначення МС («моторний сталевий»). Вони мали залізний каркас кузова; звичайна вагонна рама зі швелерів була замінена підвіконною фермою розкісної системи (тобто застосована схема кузова з несучими рамою та бічними стінками). Ходова частина являла собою двовісний візок
Вагон мав два тягові двигуни ПТ-35 (2x40 кВт) з опорно-осьовим підвішуванням; застосовувалася безпосередня система управління з контролер електричного двигуна барабанами типу (ДК-5 або ОВ-17), що дозволяли проводити як пуск, так і реостатне гальмування.
Число сидячих місць дорівнювало 24, лави були дерев'яними і розташовувалися в салоні подовжньо. У вагонів першої модифікації (МС-1) майданчики відокремлювалися від салону перегородками зі зсувними дверима; зовнішні вхідні отвори спочатку дверей не мали і закривалися невисокими гратами, але в процесі експлуатації (1930-х рр.) на вагони стали встановлюватися і зовнішні двері. Кузов мав закруглені кути; це є основною зовнішньою відмінністю МС-1 від пізніших модифікацій МС.
Службове гальмування здійснювалося пневматичним колісно-колодковим гальмом із двостороннім натисканням колодок; для отримання стисненого повітря застосовувався компресор, що наводився від осі вагона. Однак на частині вагонів пневмотормоз був відсутній, а як службове використовувалося електричне гальмо (реостатний). При експлуатації таких вагонів з причіпними останні повинні були мати не пневматичний, а солонідний гальмо, що працює при приведенні в дію реостатного гальма на моторному вагоні.
Випуск вагонів МС-1 продовжувався до 1930 року.

### МС-2 та МС-3

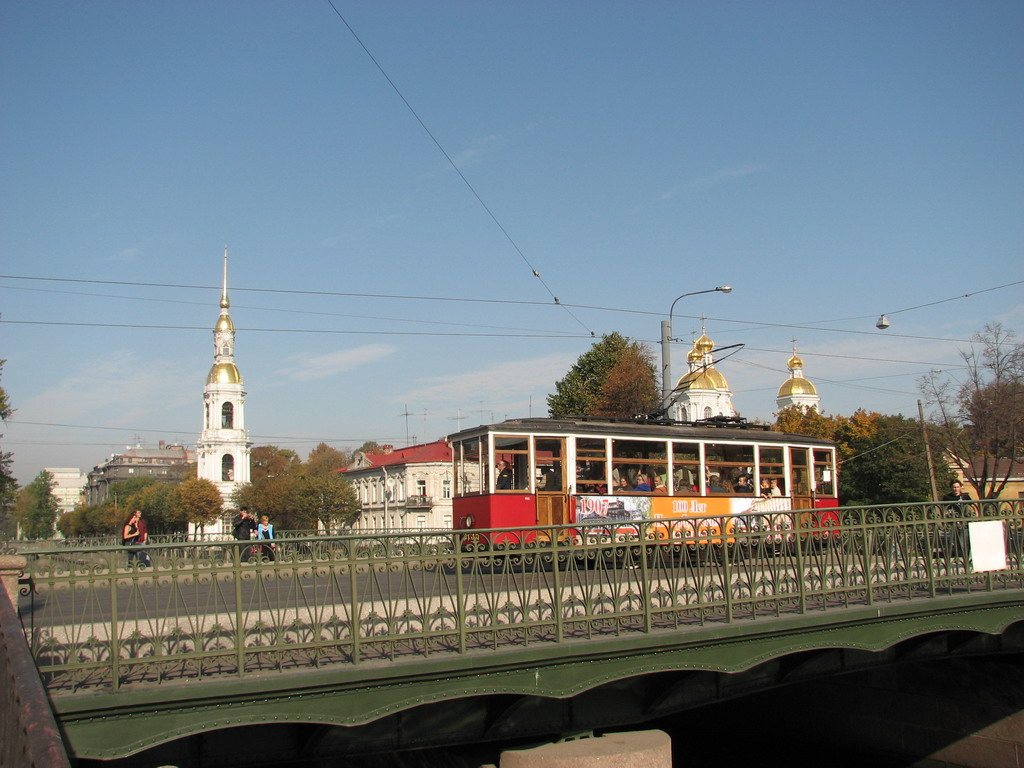
Трамвай МС-2 на Старо-Микільському мосту в Санкт-Петербурзі

Вагони МС другої модифікації випускалися з 1931 року. Загалом вони були аналогічні МС-1, але кузов мав майданчики трапецієподібної форми (без закруглень на кутах), в салоні були скасовані внутрішні перегородки. Як робоче гальмо використовувався реостатний.
У 1932 році було випущено партію вагонів МС-3. Від МС-2 вони відрізнялися наявністю перегородок між салоном та майданчиками.

### МС-4

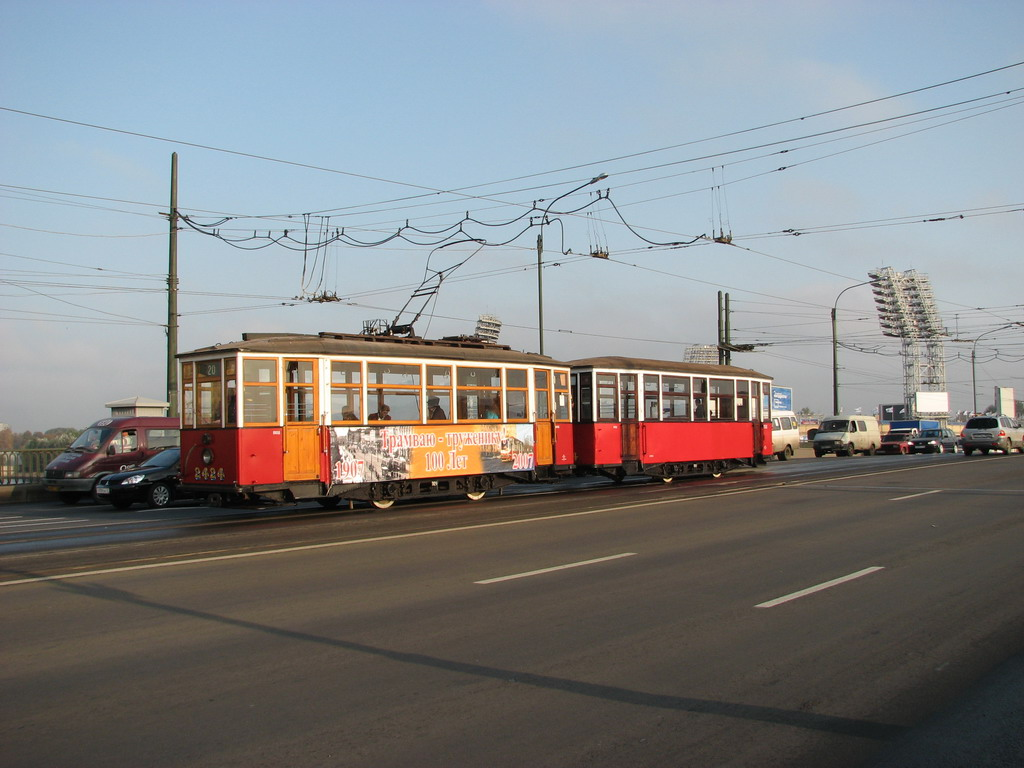
Трамвай МС-4 з причіпним вагоном МСП-3 на Тучковому мосту в Санкт-Петербурзі

Вагони МС-4 випускалися у 1932—1933 роках. Вони мали форму кузова, аналогічну МС-2 та МС-3 (з майданчиками трапецієподібної форми), проте відрізнялися деякими елементами кузова та гальма. Вагони мали перегородки між салоном та майданчиками та зовнішні двері; кількість сидячих місць (24) порівняно з попередніми модифікаціями не змінилася. Один із вагонів був випущений із кузовом звареної, а не клепаної конструкції.
МС-4 № 2601 став тисячним сталевим вагоном, побудованим на «Червоному Путилівці». На відміну від серійних вагонів він мав м'які сидіння з їх поперечним розташуванням.

### ПС
У 1929—1931 р.р. «Червоним Путиловцем» випускалися двосторонні причіпні вагони ПС («причіпний сталевий»; модифікацій ця серія не мала). Конструкція кузова була аналогічна вагонам МС, проте його довжина була зменшена з 9595 до 8915 мм (за рахунок скорочення майданчиків); діаметр коліс порівняно з МС також був зменшений і становив 700 мм. Ходова частина була виконана безтележечною (з вільними осями). Вагони мали колісно-колодкове гальмо з соленоїдним приводом.
Число сидячих місць дорівнювало 24.

### МСП
Зважаючи на брак тягового електрообладнання, частина вагонів МС була випущена без нього; такі вагони вводилися в експлуатацію як причіпні. Надалі деякі з них були переобладнані на моторні, інші продовжували використовуватися як причіпні. Ці вагони одержали позначення МСП (з додаванням номера модифікації).

### ГМ
Двохосний двокабінний вантажний моторний вагон. Дві закриті кабіни та консоль даху між ними над вантажною платформою. Лобові листи спочатку вигнутої округлої форми (у такому вигляді вагони не збереглися). У 1960-х роках під час проведення капремонту маска кабіни замінювалася на «квадратні» листи. Пройшов такий капітальний ремонт з модернізацією вагон ГМу (посилена версія вагона ГМ виробництва ВАРЗ) зберігається в Музеї електротранспорту у Санкт-Петербурзі. Подібний вагон знімався в х/ф «Брат»

### ГП-10
Двохосна безмоторна відкрита вантажна платформа. Вантажопідйомність — 10 тонн. Випускався варіант і з «кондукторською» кабінкою, обладнаною ручною гальмівною колонкою. На даний момент збереглося 14 таких вагонів.

## Модернізації
Протягом періоду своєї експлуатації вагони МС, МСП та ПС неодноразово модернізувалися. Так, з 1937 р. на моторних вагонах зі службовим реостатним гальмуванням старі двигуни замінювалися на ДТІ-60 (55 кВт).
З робіт з модернізації, що проводилися у повоєнні роки, можна назвати такі:
- переобладнання вагонів в односторонні (зашивка дверних отворів з лівого боку та ліквідація у моторних вагонів другого поста керування; на задньому майданчику при цьому обладналися три сидячі місця);
- Перенесення маршрутних покажчиків та сигнальних вогнів з даху в лобові софіти;
— заміна осьових компресорів на мотор-компресори;
- Переведення вагонів зі службовим електричним гальмуванням на службове пневматичне гальмування;
- Заміна барабанних контролерів на більш досконалі кулачкові (МТ-1); на вагонах зі службовим електричним гальмуванням до обладнання їх пневмотормозом залишалися барабанні контролери ОВ-17, оскільки при контролері МТ-1 неможливе реостатне гальмування у разі несправності одного з двигунів;
- Влаштування окремої кабіни для вагоновожатого;
- Влаштування опалення;
- Обладнання зовнішніх дверей пневмоприводом;
- Обладнання вагонів радіотрансляцією.
Вагони МС, переобладнані в односторонні, отримували позначення «МСО». Два вагони типу МСО-1 та МСО-4 збереглися в Петербурзькому музеї електротранспорту.

## Географія поширення
Трамваї Путилівського заводу використовувалися в Пермі, Алма-Аті, Астрахані, Бійську, Владикавказі, Запоріжжі, Іркутську, Іжевську, Твері (Калинині), Гянджі (Кіровабаді), Краснодарі, Самарі (Куйбишеві), Курську, Липецьку, Санкт-Петербурзі (Ленінграді), Мінську, Нижньому Новгороді (Горькому), Нижньому Тагілі, Новокузнецку, Новоросійську, Єкатеринбурзі (Свердловську), Челябінську, Сімферополі, Таганрозі, Теміртау, Уфі, Горлівці.

## Сучасний стан
До цього моменту в музеї електричного транспорту Санкт-Петербурга збереглися кілька екземплярів МС-1, МС-2, один МСП-3, близько десяти МС-4 та один МСО-4. Кілька вагонів МС досі використовуються в Санкт-Петербурзі як службові.
Список вагонів МС, що збереглися до наших днів в Санкт-Петербурзі.
- МС (точно не відома модель)
  - М-23 (переданий до музею)
  - М-63 (переданий до музею)
  - М-66 (переданий до музею)
  - М-74 (переданий до музею)
  - М-84 (переданий до музею)
  - 2465 (пам'ятник біля трам.парку № 8 в Санкт-Петербурзі)
  - 2601 (у фондах музею)
- МС-1
  - 1877 (музейний)
  - 2092 (у фондах музею)
- МС-2
  - 2135 (музейний)
  - 2162 (переданий до музею, у 1957—2013 роках працював буксиром на Петербурзькому трамвайно-механічному заводі, де отримав прізвисько «господар»)
  - 2170 (кістя на ПТМЗ)[12]
  - М-2171 (Служба Шляху)
  - С-2175 (у фондах музею)
  - 2610 (у фондах музею)
- МСП-3
  - 2384 (музейний)
- МС-4
  - 1811 (ТрамПарк № 1)
  - 2171 (Служба Шляху)
  - С-2421 (ТрамПарк № 3)
  - 2424 (музейний)
  - 2492 (у фондах музею)
  - 2507 (у фондах музею)
  - 2642 (музейний)
  - С-2723 (у фондах музею)
- МСО-4
  - 2575 (музейний)
- Репліки на базі МС
  - 1028 (музейний) — репліка вагона моделі Бреш

У червні 2010 року трамвай МС-4 № 2420 був переданий з Санкт-Петербурга до Волгограда. На його базі до 100-річчя Волгоградського трамвая був відтворений зовнішній вигляд та інтер'єр вагона моделі Х. А також у Липецьку зберігся один вагон МС-4 №ЕВ-01. 1970 року один вагон МС-4 № 2603 був переданий Брюссельському трамвайному музею.